# Élio Ferreira
Elio Ferreira de Souza (Floriano, 14 de maio de 1955) é um poeta, professor e ensaísta brasileiro.

## Biografia
Doutor em Teoria da Literatura pela UFPE - 2006. Elio Ferreira de Souza formou-se em Letras. Pós-graduado em Literatura Brasileira pela Pontifícia Universidade Católica de Minas Gerais. Mestre em Literatura pela UFC, É poeta e professor na Universidade Estadual do Piauí (UESPI) e Técnico em Assuntos Educacionais do MEC, na Universidade Federal do Piauí (UFPI).
Líder do Núcleo de estudos e Pesquisas Afro - NEPA/UESPI.
Corda Azul do ABADA Capoeira.
Seu pai, Aluízio Ferreira de Souza (1914-1990), era mestre ferreiro, bombeiro hidráulico e tinha sua própria oficina. Aluízio estudou até o terceiro ano primário, incompleto. Sabia ler e escrever e foi líder operário em Floriano. Sua mãe, Inez de Souza Rocha (1915-1961) cursou até o quinto ano primário. Sabia ler e escrever muito bem. Na juventude foi balconista de farmácia, depois adotou a profissão de costureira e ensinava corte e costura em casa.
Participou de várias obras coletivas, como a coletânea "Baião de Todos", organizada em 1996 por Cineas Santos, além de integrar diversas coletâneas marginais.
"Publicou biografia, ensaios literários em jornais, revistas, antologias e atuou no teatro amador como ator e autor. Fez locução em programa de rádio e manteve semanalmente uma coluna de opinião no jornal da sua cidade natal. Faz performance de rua, com megafone, desde 1990. Negro. Capoeirista. Foi MC da banda de rap Os contra-lei e b.boy do movimento hip-hop organizado no Piauí. É curador do projeto Roda de poesia et Tambores desde outubro de 2000, que acontece na primeira sexta-feira de cada mês no Clube dos Diários, no complexo do Teatro 4 de Setembro, em Teresina".
Foi classificado em 1° lugar no concurso de ensaio "Mario Faustino", promovido pela Fundação Cultural do Piauí (FUNDAC), em 2003, com o livro "Identidade e Solidariedade na Literatura do Negro Brasileiro".

## Livros de poesia publicados
- Canto sem Viola (poesia), 1983.
- Poemas do Nordeste, 1983.
- Poemartelos: O ciclo-do-ferro, 1986.
- O contra-lei, 1994.
- O contra-lei & outros poemas, 1997. (Abracadabra edições,1994/1997)
- América negra, 2004.
- América negra & outros poemas afro-brasileiros, 2014/2015.

## Ensaios publicados
- Literatura e cultura afro-brasileira e africana. Teresina: NEAD/UESPI, 2013.
- Poesia negra das Américas: Solano Trindade e Langston Hughes. Recife: UFPE, 2006.
- Identidade e solidariedade na literatura do negro brasileiro: de Padre Antônio Vieira a Luís Gama. Teresina: Fundação Cultural do Piauí, 2003.
- Né Preto (biografia/coautoria). Teresina: Corisco, 1988.